# Lacinipolia rubrifusa
Lacinipolia rubrifusa är en fjärilsart som beskrevs av George Francis Hampson 1903. Lacinipolia rubrifusa ingår i släktet Lacinipolia och familjen nattflyn. Inga underarter finns listade i Catalogue of Life.